# Ebental
Das Ebental ist eine landwirtschaftlich genutzte Hochfläche im Naturpark Rhein-Taunus. Es liegt in 300 bis 315 Meter Höhe oberhalb der Weinorte Rüdesheim am Rhein und Eibingen im hessischen Rheingau-Taunus-Kreis. Auf dem Ebental liegen der Freizeitbetrieb Ebentaler Hof mit Ponyland sowie der größte Schweinemastbetrieb im Rheingau-Taunus-Kreis, das Landgut Petershof.

## Geografische Lage
In den Weinbergen der südlichen Abhänge des Ebentals liegt die Abtei St. Hildegard. Nördlich des Ebentals fällt das Gelände nach Aulhausen zum Hüllenbach hin ab. Das Ebental stellt als Bergrücken eine Verbindung zwischen dem westlich anschließenden Niederwald bei Rüdesheim und dem Rheingaugebirge mit dem weitläufigen Waldgebiet Kammerforst im Norden her. Beide Waldgebiete sind durch Wanderwege gut erschlossen, wobei der Landschaftspark Niederwald mit dem Niederwalddenkmal von sehr vielen Touristen aufgesucht wird. Im Osten fällt das Ebental zum Blaubach hin ab. Hier liegen das ehemalige Kloster Nothgottes und die Eibinger Siedlung Windeck.